# Jura Dodig
Jura Dodig (Zagreb, 4. prosinca 1939. – Zagreb, 3. veljače 1996.), bio je hrvatski športski novinar i radiokomentator.

## Životopis
Jura Dodig rođen je u Zagrebu 1939. godine. Završio je Fakultet fizičke kulture u Zagrebu. Bio je od 1965. godine stalno zaposlen u športskoj redakciji ondašnjeg Radio Zagreba, kasnije Hrvatski radio, sve do umirovljenja 1993. godine. Tijekom tog razdoblja u dva je navrata obnašao dužnost urednika športske redakcije; od 1971. do 1975. godine, te od 1989. do 1991. godine. Bio je autor abecedarija športa u Općoj enciklopediji ondašnjeg JLZ, suautor je knjige NK Dinamo 1945-1985, a radio je i na uređivanju mnogih športskih almanaha. 
Jura Dodig imao je čast 6. rujna 1967. godine prenositi sa stadiona Elland Road u Leedsu uzvrtnu finalnu utakmicu Kupa velesajamskih gradova između Leeds Uniteda i zagrebačkog Dinama, kada je Dinamo i osvojio taj Kup (1971. godine preimenovan u Kup UEFA), što je bio prvi međunarodni naslov pobjednika nekog nogometnog kluba u ondašnjoj državi, a u Hrvatskoj ta je čast još nedostignuta jer je Dinamo i dalje jedini hrvatski pobjednik nekog europskog kupa. Osim toga Jura Dodig je zajedno s, također pokojnim, Ivanom Tomićem prenosio događanja s maksimirskog stadiona i nikad odigrane utakmice Dinamo – Crvena zvezda, 13. svibnja 1990. godine. 
Prenosio je i oba finala (Atena, Budimpešta) u kojima su košarkaši Cibone osvojili naslov europskog klupskog prvaka, bio je izvjestitelj s ukupno 5 (4 ljetnih i 1 zimskih) Olimpijskih igara: 1972. u Münchenu, 1976. u Montrealu, 1984. u Los Angelesu i ZOI 1984. u Sarajevu te 1988. u Seoulu - za što je dobio priznanje Korean Broadcasting Systema koje je odobrio i potpisao i Juan Antonio Samaranch, tadašnji predsjednik MOO. 
Izvještavao je i s Univerzijade u japanskom Kobeu 1985. godine, s nekoliko MI te s brojnih Svjetskih i Europskih prvenstava u nogometu, košarci, rukometu, vaterpolu, plivanju, veslanju, naravno prenoseći i mnoga klupska, ligaška i kup natjecanja u ondašnjoj državi. 
Nakon odlaska u mirovinu, temeljem profesionalnog iskustva, od 1993. godine do smrti bio je angažiran kao mentor na športskom radiju Cibona.

## Nagrade
- Godine 1988. dobio je godišnju nagradu Društva novinara Hrvatske za poslove glavnog rukovoditelja, odnosno, šefa radijskog poola na Univerzijadi 1987. godine u Zagrebu.
- Za svoj rad Jura Dodig posmrtno je nagrađen 1996. godine Nagradom za životno djelo HZSN (Hrvatskog zbora sportskih novinara) čiji je, jedno vrijeme, bio izvršni tajnik.